# یک فصل در حکاری
یک فصل در حکاری (ترکی استانبولی: Hakkâri'de Bir Mevsim) فیلمی در ژانر درام به کارگردانی اردن کیرال است که در سال ۱۹۸۳ منتشر شد. از بازیگران آن می‌توان به شریف سزر اشاره کرد.